# Nachal Šlomo
Nachal Šlomo (hebrejsky נחל שלמה) je vádí v jižním Izraeli, v pohoří Harej Ejlat.
Začíná v nadmořské výšce přes 500 metrů nad mořem, na východních svazích hory Har Šlomo a jižních svazích hory Har Jehoram, cca 6 kilometrů severozápadně od města Ejlat. Odtud směřuje k jihu hlubokým skalnatým údolím. Pak vede podél silnici číslo 12, prochází mezi vrchy Har Asa a Har Jehošafat. Zprava přijímá vádí Nachal Jehošafat a u hory Har Rechav'am i vádí Nachal Rechav'am, přičemž se postupně stáčí k jihovýchodu. Na západním okraji míjí planinu Ramat Jotam. Zprava přijímá ještě vádí Nachal Cfachot a pak podchází silnici číslo 90, míjí zdejší hotelové komplexy a ústí do Rudého moře.